# Listă de formate pentru filme piratate
Aceasta este o listă de formate pentru fișierele video de filme piratate și distribuite pe internet, pornind de la cea mai slabă calitate la cea mai înaltă. 
- CAM -  filmul este înregistrat direct de pe ecranul de cinema prin intermediul unei camere video; sunt copii de cea mai slabă calitate atât vizual, cât și auditiv.

- TS (Telesync) - este o copie ceva mai bună decât CAM, cu semnal audio direct de la sursa cinematografului; înregistrarea se face cu o cameră video profesională, direct din cabina de proiecție.

- PDVD (Pre-DVD) - variantă întâlnită în țările asiatice, mai ales în India; asemănătoare CAM/TS sunt înregistrate pe DVD și etichetate drept DVD-Rip.

- SCR (Screener) - copie neprelucrată a unei versiuni în avanpremieră și promoționale ale filmelor, cu vizualizări limitate; sunt furnizate comercianților sau criticilor de film înaintea datei oficiale de lansare a filmului în cinema.

- WP (Workprint) - este realizată dintr-o versiune neterminată, brută a filmului, având efecte needitate și scene lipsă; această variantă include un text al subtitrării ce depășește imaginea sau întreruperi audio pentru a descuraja piratarea.

- R5 -  versiunea finală a filmului, comercializată în regiunea 5, care cuprinde Europa de Est, o parte din India, Africa, Coreea de Nord și Mongolia; R5 folosesc transfer direct Telecine.

- TC (Telecine) - este o copie a filmului realizată cu ajutorul dispozitivului Telecine, care transformă filmul din formatul analogic în cel digital; calitatea este puțin inferioară celei DVD.

- DVD-Rip - versiune finală a filmului, o copie după un DVD original; DVD Rip-urile sunt distribuite în general în regiuni îndepărtate de zona premierei filmului.

- DVDR - este o copie a DVD-ului original, recodificată pentru a putea fi scrisă pe un DVD.

- BDRip, BRRip -  copie de pe discuri Blu-ray; similar cu DVD-Rip.

- TVRip -  este o copie realizată dupa semnal analogic TV.

- STV (Subscription TV) - copie provenită de la televiziunea prin cablu.

- DSR (Digital Stream Rip) - este o copie realizată dupa o sursă digitală de TV satelit.

- HDTV și PDTV -  copii care provin de la televiziunile digitale, high definition.

- WEB-DL - copie descărcată de pe site de streaming online. [1][2]